# 下村正太郎 (12代)
12代 下村 正太郎（しもむら しょうたろう、1927年（昭和2年）11月20日 - 2007年（平成19年）5月13日）は、日本の実業家。大丸社長・会長。

## 来歴・人物
京都府出身。大丸の創業家12代目当主。府立一中を経て、大阪大学経済学部を卒業。
1951年、大丸の主力行である三菱銀行に入行。ニューヨーク支店などに勤務。1965年に大丸に転じ、取締役となり、常務、専務を経て、1984年に社長に就いた。
梅田店出店のため、社長就任直前の1984年2月期に大丸は赤字決算に転落した。しかし、就任直後の1984年上半期（3～8月）の売上高は前年同期の7%増となった。このまま業績を回復軌道に乗せるため、1万人の労使あげて、サービス向上の「スクラム10,000運動」を始めた。梅田店と阪急うめだ本店の競争に続き、有楽町マリオンに有楽町阪急が出店することで東京駅（東京店）・有楽町でも阪急百貨店とのし烈な競争が懸念される中、「店頭のお客さんを名前で呼べるような応対をするのが目標。梅田戦争に続く有楽町戦争は、全社員のスクラムで打ち勝つつもり」と述べた。1995年の阪神・淡路大震災では主力6店舗のひとつ、神戸店が損壊した。この際、被災した消費者の声を品揃えに生かして、店舗縮小の危機を乗り切った。また明石への出店を断念した一方、神戸店の再建を主導し、より好立地のはずのそごう神戸店（2019年以降の神戸阪急）を上回る地域一番店にした。
1997年、社長から退き、後任には常務の奥田務を指名。2000年まで会長を務め、その後は相談役、最高顧問を歴任し、毎日放送監査役なども務めた。
2007年5月23日死去。79歳没。